# 颱風茉莉 (2015年)
颱風茉莉 （英語：Typhoon Melor，國際編號：1527，聯合颱風警報中心：WP282015，菲律賓大氣地球物理和天文服務管理局：Nona）是2015年太平洋颱風季第27個被命名的風暴。「茉莉」一名由馬來西亞提供，其意即為茉莉花。
茉莉的生成標誌著2015年風季成為有氣象記錄以來，西北太平洋首個一年內每月都有熱帶氣旋生成的颱風季。路徑上茉莉類似一個「西進型」的冬季風暴，於較低緯度處西移橫過菲律賓，移入南海後遭東北季候風擊潰而轉向西南及減弱消散；但茉莉於橫掃菲律賓之前，是一個強度超出預期的熱帶氣旋，形成初期各數值預報模式看淡茉莉的強度，官方氣象部門亦大多預期茉莉只會達到颱風下限水平；但結果茉莉卻發展成一股成熟颱風，繼同年10月的颱風巨爵後，再次為菲律賓帶來嚴重災情。
由于茉莉在菲律宾造成严重伤亡和重大损失，所以在第48次世界气象组织台风委员会会议中菲律宾提出除名要求，獲世界气象组织台风委员会通過，並由查帕卡替代。

## 發展過程
一個低壓區在2015年12月7日晚上在楚克州以南約120公里生成，並沿著副熱帶高壓脊南側的深厚偏東風向西北偏西移動，日本氣象廳於12月9日早上8時把該低壓區升格為熱帶低氣壓。雖然自11月颱風煙花過後，西北太平洋經歷大半個月的沉寂，海洋表面溫度上升至28 °C（82 °F）以上，恢復龐大的能量供應，但是該系統形成初期受到頗強的垂直風切變影響，發展較為緩慢、組織鬆散，至12月10日風切變減弱、高空輻散轉強，該系統才開始有深層對流發展，低層環流中心形成，日本氣象廳在當晚8時45分對該系統發出烈風警告，即預計該系統在一日內會加強為熱帶風暴；而聯合颱風警報中心亦在翌日（12月11日）下午1時半對該系統發出熱帶氣旋形成警報。但半小時後，日本氣象廳便把該系統正式升級為熱帶風暴，並命名為茉莉，給予國際編號1527，當時茉莉集結在雅蒲島以南約50公里。這使得香港天文台在事前完全沒有提及該系統的情況下，於當日下午4時15分突然表示「位於西北太平洋的低壓區已增強為熱帶低氣壓，並命名為茉莉」；聯合颱風警報中心亦要連續兩報把茉莉升格，先在當晚11時把茉莉升為熱帶低氣壓，給予熱帶氣旋編號28W，再於12日凌晨5時把茉莉升級為熱帶風暴，香港天文台在上午9時45分跟隨。
由於副熱帶高壓脊支配西北太平洋，茉莉繼續向西北偏西長驅直進，時速約20公里，直逼菲律賓中部。受惠於海水炎熱、垂直風切變微弱、高空輻散強勁的良好環境，茉莉在入夜後開始迅速而顯著增強，組成中心密集雲團並發展出「雲捲風眼」，日本氣象廳在翌日（13日）午夜12時把茉莉升為強烈熱帶風暴，至上午9時更把茉莉升為颱風，聯合颱風警報中心在2小時後也緊接把茉莉升為颱風；香港天文台亦於日內把茉莉三度升格，先是凌晨3時45分把茉莉升為強烈熱帶風暴，後在下午12時45分把茉莉升為颱風，再於當晚9時45分把茉莉進一步升級為強颱風，每次升格之間相隔僅9小時。晚間茉莉打開一個直徑只有約15公里、稱為「針眼」的細小風眼，並不斷鞏固眼壁，在逼近菲律賓的同時繼續急劇增強，對當地構成重大威脅。當時一股強勁冷空氣已在華北醞釀南侵，大多官方氣象部門均預測，茉莉會西移橫過菲律賓中部群島，期間維持頂峰強度；移入南海中部後則受到東北季候風影響而轉向西南移動，並於海上消散。
茉莉在14日轉向西移，於上午11時登陸菲律賓北薩馬省，之後掠過索索貢省及布里亞斯島。由於茉莉穿越中部群島，未有直接受呂宋山脈地形影響，因此仍能大致維持強度，風眼於衞星雲圖上清晰可見。茉莉於翌晨（12月15日）橫越班頓島後、於東民都洛省作最後登陸前，聯合颱風警報中心更評估茉莉快速增強至接近中心最高持續風速125節，即每小時230公里，與該中心的最高熱帶氣旋分級「超級颱風」下限（每小時240公里）只是一步之遙；日本氣象廳則評估茉莉在橫掃菲律賓前已達到中心風力每小時175公里的強度巔峰，而香港天文台評估茉莉肆虐菲律賓期間，中心風力在每小時155至165公里窄幅上落，維持於該部門的「強颱風」級別內。與此同時，中國華中至華南地區氣壓急升，顯示一股強烈冬季季候風正在南下，而華北高壓與副熱帶高壓脊角力，形成弱點位置，茉莉因而大幅減速至緩慢移動；同時茉莉亦開始受到呂宋高山地形影響，陸地摩擦變得明顯，使茉莉的風眼漸轉模糊不清，此「雲塞風眼」是茉莉強度回落之象徵，香港天文台因而在16日凌晨3時25分把茉莉降格為颱風。雖然茉莉轉趨減弱，但是其內力仍頗強大，在引導氣流微弱的環境中，茉莉橫過民都洛並移入南海中部之際，於純內力帶動下改向西北移動。
可是強烈冬季季候風此時已全面支配華南，為該區帶來寒冷至嚴寒天氣，前沿冷鋒令南海亦受此強勁寒潮影響，大量乾冷空氣盤據之餘，更使垂直風切變急增，茉莉移入南海後完全沒有機會重新組織，風眼被完全填塞，同時中心密集雲團開始瓦解，系統高低層雲系更有跡象被風切變撕裂。日本氣象廳率先在16日中午12時把茉莉降級為強烈熱帶風暴，而聯合颱風警報中心在下午5時亦把茉莉降為熱帶風暴；香港天文台於當晚7時45分把茉莉降格為強烈熱帶風暴後個多小時，日本氣象廳在當晚9時更把茉莉進一步降級為熱帶風暴。翌日（17日）冬季季候風奪去引導茉莉走向的主導權，但茉莉並非改向西南移動，而是加速向正南方推進；猛烈的垂直風切變令茉莉的深層對流被切離，系統高低層分裂，而乾冷空氣亦嚴重破壞茉莉的結構，其低層環流中心一夜之間變得無法辨認。香港天文台在凌晨2時45分把茉莉降為熱帶風暴，在各氣象部門中較晚作出此項降格；而日本氣象廳、香港天文台及聯合颱風警報中心先後在上午9時、9時半及11時把茉莉降格為熱帶低氣壓，聯合颱風警報中心更同步發出最後警報；結果在茉莉移入蘇祿海時，香港天文台在下午3時半把茉莉降為低壓區。然而茉莉的殘餘低壓區未有即時消亡，於隨後數日改向西南移動重返南海南部，一直推進至泰國灣對開海域；最終茉莉殘餘低壓區在12月22日登陸馬來西亞半島後才減弱消散。

## 影響

### 菲律賓
當地發出之最高風暴信號：三號風暴信號

## 熱帶氣旋警告使用紀錄

### 菲律賓
| 菲律賓大氣地球物理和天文服務管理局 風暴信號 | 菲律賓大氣地球物理和天文服務管理局 風暴信號 | 菲律賓大氣地球物理和天文服務管理局 風暴信號 |
| ------------------------------------------- | ------------------------------------------- | ------------------------------------------- |
| 上一熱帶氣旋                                | 一號風暴信號                                | 下一熱帶氣旋                                |
| 颱風巨爵                                    | 一號風暴信號                                | 熱帶低氣壓                                  |
| 颱風巨爵                                    | 二號風暴信號                                | 颱風尼伯特                                  |
| 颱風巨爵                                    | 三號風暴信號                                | 颱風莫蘭蒂                                  |

## 外部連結
- （日語）日本氣象廳：2015年熱帶氣旋最佳路徑數據 （页面存档备份，存于）
- （繁體中文）臺灣中央氣象局：颱風資料庫——中度颱風茉莉[永久]
- （繁體中文）香港天文台：實時天氣稿（12月11日－12日[永久]－13日[永久]－14日 （页面存档备份，存于）－15日 （页面存档备份，存于）－16日 （页面存档备份，存于）－17日 （页面存档备份，存于））